# District d'Ertis
Le district d'Ertis (en kazakh : Ертіс ауданы) est un district de l'oblys de Pavlodar, situé au nord du Kazakhstan.

## Géographie
Le centre administratif du district est la ville d'Ertis.

## Démographie
En 2013, le district a une population de 19 037 habitants.